# باراکامون
باراکامون (ばらかもん) یک مجموعه مانگایِ ژاپنی که توسط ساتسوکی یوشینو نوشته و مصورسازی شده‌است. این سری برای اولین بار در مجلهٔ گانگان آنلاین از انتشارات اسکوئر انیکس از فوریه ۲۰۰۹ تا دسامبر ۲۰۱۸ انتشار یافت. داستان مجموعه دربارهٔ یک خوشنویس ژاپنی به نام سیشو هاندا است که برای آرام‌کردن اعصاب و پیدا کردن راهی جدید برای ارتقاء سطح خوشنویسی خود به جزیره‌ای نقل مکان می‌کند.
یک نسخهٔ مشتق از این مانگا نیز با نام هاندا-کون (به ژاپنی: はんだくん) از اکتبر ۲۰۱۳ در ماهنامه شونن گانگان شروع به انتشار شده‌است. داستان این نسخه شش سال قبل از نسخهٔ اصلی باراکامون اتفاق می‌افتد و زندگی هاندا سیشو به عنوان یک دانش‌آموز را در بر می‌گیرد. یک مجموعه تلویزیونی انیمه ۱۲ قسمتی نیز توسط استودیوی کینما سیتروس با الهام از نسخهٔ مانگا دستمایه اقتباس قرار گرفت، که پخش آن از ۶ ژوئیه ۲۰۱۴ در شبکه نیپون تلویژن شروع شده، و تا ۲۷ سپتامبر ۲۰۱۴ ادامه داشت. این مانگا همچنین به‌صورت سریال محدود از آوریل تا سپتامبر ۲۰۲۳ در ماهنامه شونن گانگان منتشر شد.